# Karl Heussenstamm

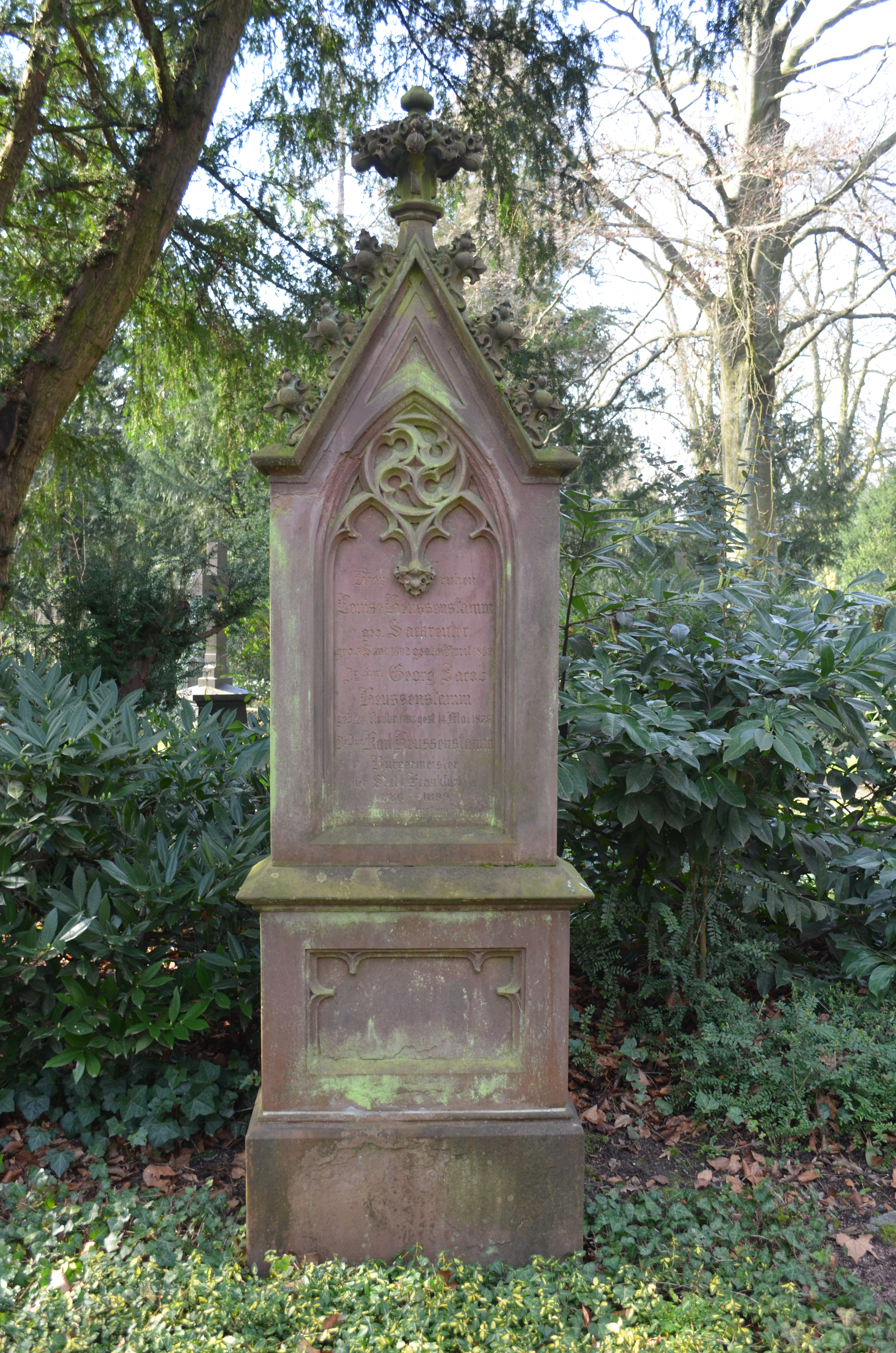
Grab von Karl Heussenstamm auf dem Frankfurter Hauptfriedhof

Karl Jakob Moritz Heussenstamm (* 4. Juni 1835 in Frankfurt am Main; † 29. Juli 1913 ebenda) war ein deutscher Kommunalpolitiker und Kommunalbeamter.

## Leben und Beruf
Karl Heussenstamm entstammte einer seit dem 17. Jahrhundert in Frankfurt nachgewiesenen Schreinerfamilie. Erst der Vater Georg Jakob Heussenstamm wurde Jurist und Hypothekenbuchführer. Sein Sohn studierte nach bestandenem Abitur am städtischen Gymnasium seiner Geburtsstadt ebenfalls Rechtswissenschaften, und zwar in Heidelberg und Göttingen, wo er sich der Burschenschaft Hannovera anschloss.
Nach Studienabschluss und Promotion zum Dr. jur. war Heussenstamm zunächst Rechtsanwalt in Frankfurt am Main. Dort gehörte er dem Demokratischen Verein an. 1873 erfolgte seine Wahl als Mitglied der Fortschrittlichen Volkspartei in die Stadtverordnetenversammlung. Man übertrug ihm sogleich das Amt des Schriftführers. Ein Jahr danach wurde Karl Heussenstamm Zweiter Vorsitzender der Stadtverordnetenversammlung; von 1877 bis 1880 war er Erster Vorsitzender. In diesem Jahr wurde er zum Zweiten Bürgermeister gewählt (Wiederwahl 1892, Ruhestand 1899). Damit war er zunächst Stellvertreter von Oberbürgermeister Johannes von Miquel und ab 1890 von Oberbürgermeister Franz Adickes.
Karl Heussenstamm war Vorsitzender der örtlichen Schulbehörde und setzte sich für den Ausbau der Simultanschule ein, insbesondere als Bestrebungen dahin gingen, verstärkt konfessionelle Schulen zu errichten. Im Übrigen war er Mitglied von Aufsichtsgremien verschiedener sozialer Organisationen.
Nach seinem Ruhestand war er weiterhin kommunalpolitisch aktiv. Er blieb Mitglied des Hessischen Landtages für Wiesbaden und Hessen-Nassau (1890–1910 Freisinnige Partei, 1910–1913 Fortschrittliche Volkspartei) und behielt bis zu seinem Tode den Vorsitz des Bezirksverbandes des Regierungsbezirks Wiesbaden. Karl Heussenstamm, der aus seiner freiheitlich-liberalen Grundüberzeugung nie einen Hehl gemacht hat, wirkte während seiner Zeit als Zweiter Bürgermeister vor allem im Hintergrund. Er war im großbürgerlich eingestellten Frankfurt am Main ein Parteigänger der „kleinen Leute“.

## Heussenstamm’sche Stiftung
Sein beträchtliches Vermögen vermachte Heussenstamm testamentarisch der Stadt Frankfurt mit der Maßgabe, die Zinseinkünfte zur Wohlfahrtspflege zu verwenden. Daraus entstand die Heussenstamm’sche Stiftung. Diese wurde in der Inflationszeit nach dem Ersten Weltkrieg notleidend, nach dem Zweiten Weltkrieg aber reaktiviert. Sie besteht heute noch und widmet sich der Künstlerhilfe sowie der Unterstützung notleidender älterer Menschen. In der Zeit des Nationalsozialismus mit rassistischen Politik wurden andere Frankfurter Stiftungen, vor allem Stiftungsbesitz jüdischer Gründer, in die Heussenstamm’sche Stiftung eingegliedert. Stadt und Stiftung sehen es heute als ihre Verantwortung, dieses Unrecht zu benennen und auch die Tradition dieser eingegliederten Stiftungen wieder sichtbar zu machen.

## Ehrungen
Die Stadt Frankfurt am Main ehrte den Bürgermeister und Stifter, indem sie im Stadtteil Dornbusch die Heussenstammstraße nach ihm benannte.
Sein Grabmal findet man immer noch auf dem Frankfurter Hauptfriedhof, Gewann G.